# Alovera
Alovera település Spanyolországban, Guadalajara tartományban. Alovera Azuqueca de Henares, Cabanillas del Campo, Chiloeches, Quer és Villanueva de la Torre községekkel határos. Lakosainak száma 13 585 fő (2024).

## Népesség
A település lakosságának változását az alábbi diagram mutatja:
| Lakosok száma | 2353 | 5636 | 8369 | 10 734 | 11 717 | 12 237 | 12 407 | 12 735 | 13 051 | 13 585 |
|               | 2001 | 2004 | 2006 | 2009   | 2011   | 2014   | 2016   | 2019   | 2021   | 2024   |